# 필립 잭슨
필립 잭슨(Philip Jackson, 1948년 6월 18일 ~ )은 잉글랜드의 배우이다.

## 출연 작품
- 어보브 더 클라우즈 (2018)
- 피털루 (2018)
- 부머스 시즌1 (2014)
- 멜트다운 (2013)
- 빌리브 (2013)
- 베스트 오퍼 (2013)
- 스파이크 아일랜드 (2012)
- 친구 요청 중 (2011)
- 마릴린 먼로와 함께한 일주일 (2011)
- 달의 첫 인간 (2010)
- 아이 원트 캔디 (2007)
- 더 베스트 맨 (2005)
- 천국으로 가는 여행 (2005)
- 세컨드 네이처 (2002)
- 마이크 바셋 (2001)
- 사랑은 언제나 좋아 (2001)
- 배틀퀸 2020 (2001)
- 스페이스 (2000)
- 왓 래츠 원트 두 (1998)
- 베티 (1998)
- 작은 목소리 (1998)
- 2103 데들리 웨이크 (1997)
- 브래스드 오프 (1996)
- 리프리케이터 (1994)
- 하트비트 (1992)
- 아가사 크리스티 : 명탐정 포와로 (1989)
- 하이 홉스 (1988)
- 퍼스트 사이트 (1987)
- 스타 탄생 (1984)
- 스컴 (1979)
- 오후 휴무 (1979)
- Z 카스 (1962)
- 코로네이션 스트리트 (1960)